# Léon Delemontex
Léon Delemontex, né le 23 avril 1910 à Ugine et mort le 6 janvier 1999 dans cette même ville, est un homme politique français. 

## Mandats électoraux
- 9/02/1959 - 9/10/1962 : Député de la deuxième circonscription de la Savoie